# Chrysopodes
Chrysopodes is een geslacht van insecten uit de familie van de gaasvliegen (Chrysopidae), die tot de orde netvleugeligen (Neuroptera) behoort.

## Soorten

### OndergeslachtChrysopodes
- C. (Chrysopodes) adynatos de Freitas & Penny, 2001
- C. (Chrysopodes) albopalpis (Banks, 1910)
- C. (Chrysopodes) breviatus Adams & Penny, 1987
- C. (Chrysopodes) conisetosus Adams & Penny, 1987
- C. (Chrysopodes) copius de Freitas & Penny, 2001
- C. (Chrysopodes) costalis (Schneider, 1851)
- C. (Chrysopodes) crassinervis Penny, 1998
- C. (Chrysopodes) crocinus de Freitas & Penny, 2001
- C. (Chrysopodes) delicatus de Freitas & Penny, 2001
- C. (Chrysopodes) diffusus (Navás, 1927)
- C. (Chrysopodes) duckei Adams & Penny, 1987
- C. (Chrysopodes) elongatus de Freitas & Penny, 2001
- C. (Chrysopodes) gonzalezi (Navás, 1913)
- C. (Chrysopodes) indentatus Adams & Penny, 1987
- C. (Chrysopodes) inornatus (Banks, 1910)
- C. (Chrysopodes) jubilosus (Navás, 1914)
- C. (Chrysopodes) laevus (Navás, 1910)
- C. (Chrysopodes) limbatus (Navás, 1926)
- C. (Chrysopodes) lineafrons Adams & Penny, 1987
- C. (Chrysopodes) mediocris Adams & Penny, 1987
- C. (Chrysopodes) nebulosus Adams & Penny, 1987
- C. (Chrysopodes) nevermanni (Navás, 1928)
- C. (Chrysopodes) nigropictus de Freitas & Penny, 2001
- C. (Chrysopodes) polygonicus Adams & Penny, 1987
- C. (Chrysopodes) pulchellus (Banks, 1910)
- C. (Chrysopodes) spinellus Adams & Penny, 1987
- C. (Chrysopodes) tetiferus Adams & Penny, 1987
- C. (Chrysopodes) victoriae Penny, 1998

### OndergeslachtNeosuarius
- C. (Neosuarius) apurinus (Navás, 1935)
- C. (Neosuarius) collaris (Schneider, 1851)
- C. (Neosuarius) crassipennis Penny, 2001
- C. (Neosuarius) divisus (Walker, 1853)
- C. (Neosuarius) escomeli (Navás, 1920)
- C. (Neosuarius) figuralis (Banks, 1915)
- C. (Neosuarius) flavescens (Blanchard in Gay, 1851)
- C. (Neosuarius) jaffuelinus (Navás, 1918)
- C. (Neosuarius) karinae de Freitas & Penny, 2001
- C. (Neosuarius) nigripilosus (Banks, 1924)
- C. (Neosuarius) nosinus (Navás, 1913)
- C. (Neosuarius) oswaldi Penny in Penny, 2002
- C. (Neosuarius) placitus (Banks, 1908)
- C. (Neosuarius) porterinus (Navás, 1910)
- C. (Neosuarius) poujadei (Navás, 1910)
- C. (Neosuarius) tristellus (Navás, 1920)

### Niet gebonden aan een ondergeslacht
- C. parishi (Banks, 1913)
- C. varicosus (Navás, 1914)